# Mercatale Valdarno
Mercatale Valdarno is een frazione in de Italiaanse gemeenten Bucine en Montevarchi (AR).

## Bekende (ex-)inwoners
- Karel Appel van 1989 tot juli 2000[1]